# Carete di Lindo
Carete (in greco antico: Χάρης ὁ Λίνδιος?, Chárēs ho Líndios; Lindo, ... – ...; fl. IV secolo a.C.) è stato uno scultore greco antico, allievo di Lisippo.

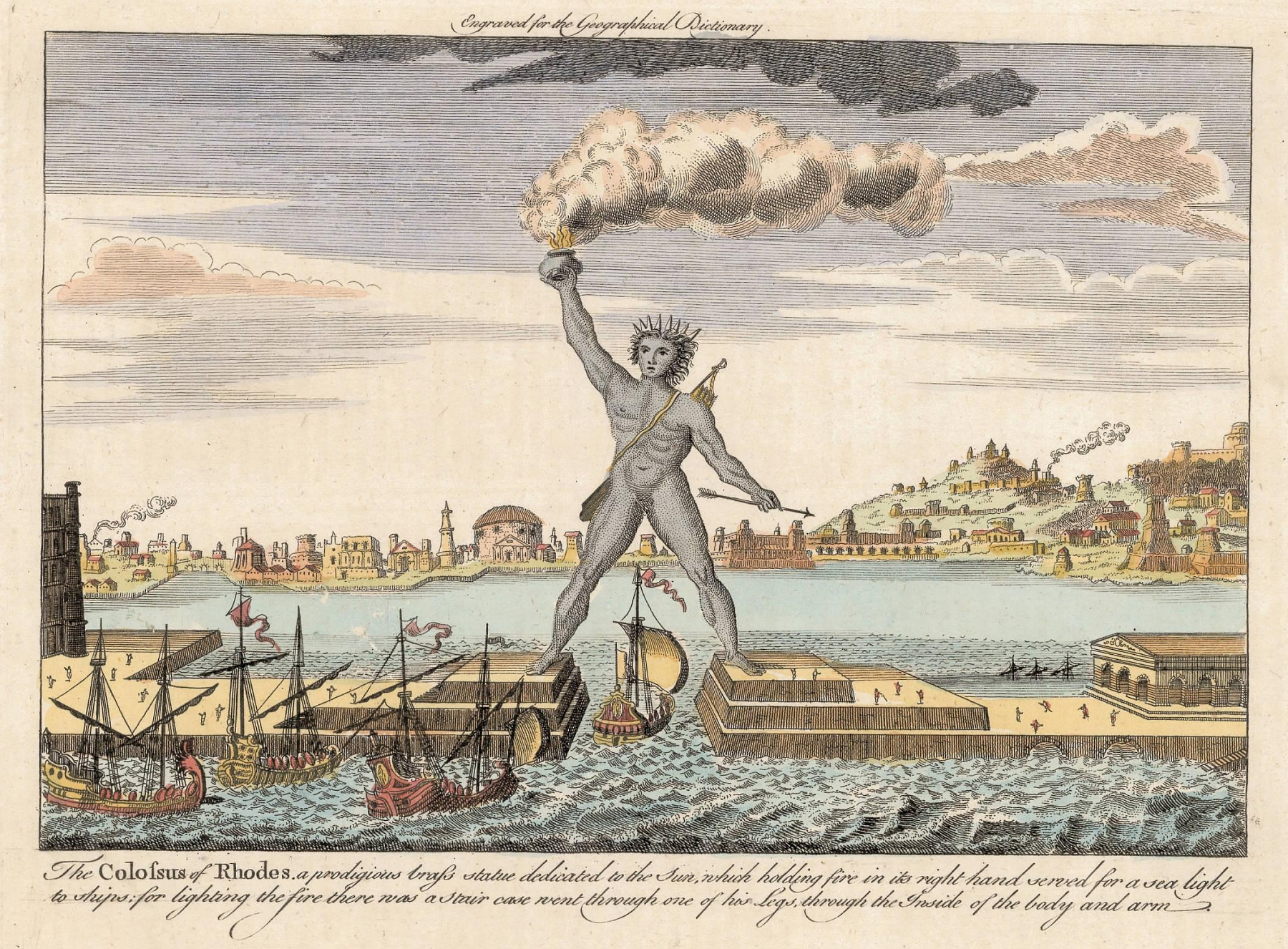
Il Colosso di Rodi in un'incisione del 1790.

Carete fu l'autore di una delle sette meraviglie del mondo, il Colosso di Rodi, una statua colossale in bronzo del dio solare Elio, eretto in posizione verticale e portante forse una raggiera intorno alla testa e una fiaccola innalzata da un braccio. La statua bronzea era alta trentadue metri e i lavori per la sua costruzione durarono oltre dodici anni. Fu edificata per commemorare la vittoria rodiese contro gli invasori macedoni del 305 a.C., comandati da Demetrio I, figlio di Antigono I Monoftalmo, generale di Alessandro Magno. Un terremoto avvenuto nel 228 a.C. la fece crollare (Plinio, Nat. hist., XXXIV, 41); non venne più restaurata, forse per un veto religioso, e quando gli arabi nel VII secolo occuparono l'isola ne rinvennero i frammenti al suolo.
A Carete è anche attribuita una testa colossale che fu portata a Roma e dedicata da Publio Cornelio Lentulo Spintere sul Campidoglio, nel 57 a.C. (Nat. hist., XXXIV, 44).